# Alberto Michielon
Alberto Michielon (Bassano del Grappa, 24 novembre 1972) è un ex hockeista su pista italiano, fratello gemello di Alessandro Michielon.
Durante la sua carriera, dove ha sempre giocato insieme al fratello Alessandro, ha militato esclusivamente in club italiani ritirandosi a 36 anni dall'attività agonistica. Giocatore talentuoso nella sua attività ha vinto per 12 volte il titolo italiano e ha fatto parte della forte squadra del Follonica degli immarcabili dove riuscì a conquistare la prima Champions League da parte di una squadra italiana. Con la nazionale italiana vinse il titolo mondiale del 1997.

## Carriera
Inizia a praticare l'hockey su pista all'età di sei anni nella sua città natale, Bassano del Grappa. A Bassano fa tutte le giovanili fino ad esordire con la prima squadra nella stagione 1988-1989. Nel Bassano resta per sei stagioni fino al 1994 quando disputa la finale scudetto contro il Novara per l'assegnazione del titolo di campione d'Italia. Nella stagione seguente si trasferisce, insieme al fratello, al Roller Monza. Alla prima stagione in Brianza centra il secondo posto in campionato e perde la finale della Coppa Italia sempre contro il Novara vincendo il suo primo trofeo ufficiale, la Coppa delle Coppe. Sempre con il Roller Monza vince il suo primo titolo italiano nel 1995-1996. A causa dello scioglimento della compagine monzese nel 1996 si trasferisce all'Hockey Novara dove rimarrà fino al 2002. Alla sua prima annata in maglia azzurra, con la guida tecnica di Beniamino Battistella, centra il double vincendo il titolo italiano e la sua prima Coppa Italia. In totale con la maglia del Novara riuscirà a vincere ben sei scudetti, sei coppe Italia e tre coppe di Lega. In ambito europeo raggiunge per tre volte consecutivamente le semifinali della Champions League (1997-1998, 1998-1999, 1999-2000) senza tuttavia riuscire a vincere l'importante trofeo. Nel 2002, con il club novarese in una difficile crisi societaria, torna a giocare per il Bassano. Con i giallorossi durante il 2003-2004 centra nuovamente l'accoppiata scudetto e coppa Italia. Nel 2004 si trasferisce al Follonica sempre con il fratello Alessandro. Il club maremmino ingaggiò tre coppie di fratelli: Alessandro e Mirko Bertolucci, Enrico e Massimo Mariotti e appunto i fratelli Michielon. Con i biancoblu riuscirà a vincere altrio quattro scudetti consecutivi e per la prima volta per una squadra italiana la Champions League. Il ciclo ebbe inizio con la vittoria dello scudetto nella stagione 2004-2005. Dopo aver vinto anche la Coppa Italia Michielon completò il primo treble in carierra vincendo anche la Coppa CERS. La stagione 2005-2006 si apre con la vittoria in supercoppa italiana; tale stagione verrà ricordata per la vittoria in Champions League. All'atto finale della manifestazione, giocato a Torres Novas in Portogallo i biancoazzurri ebbero la meglio sulle tre rivali laureandosi per la prima volta nella storia campioni d'Europa.
Con la maglia della nazionale azzurra sarà tra i protagonisti assoluti nella vittorie del quarto titolo mondiale colto a Wuppertal contro i campioni in carica dell'Argentina.

## Statistiche
| Stagione  | Squadra      | Campionato | Campionato                  | Coppe nazionali                  | Coppe nazionali  | Coppe europee                                               | Coppe europee                 |
| Stagione  | Squadra      | Comp       | Piaz                        | Comp                             | Piaz             | Comp                                                        | Piaz                          |
| --------- | ------------ | ---------- | --------------------------- | -------------------------------- | ---------------- | ----------------------------------------------------------- | ----------------------------- |
| 1988-1989 | Bassano      | A1         | 15º                         | Coppa Italia                     | Ottavi di finale | Coppa CERS                                                  | Ottavi di finale              |
| 1989-1990 | Bassano      | A2         | 1º                          | Coppa Italia                     | ?                |                                                             |                               |
| 1990-1991 | Bassano      | A1         | 7º - Quarti finale play-off |                                  |                  |                                                             |                               |
| 1991-1992 | Bassano      | A1         | 5º - Quarti finale play-off |                                  |                  |                                                             |                               |
| 1992-1993 | Bassano      | A1         | 3º - Semifinale play-off    | Coppa Italia                     | ?                | Coppa CERS                                                  | Quarti finale play-off        |
| 1993-1994 | Bassano      | A1         | 2º - Finale play-off        | Coppa Italia                     | Fase a gironi    | Coppa CERS                                                  | Ottavi di finale              |
| 1994-1995 | Roller Monza | A1         | 2º - Finale play-off        | Coppa Italia                     | Finale           | Coppa delle Coppe                                           | Vittoria                      |
| 1995-1996 | Roller Monza | A1         | Campione                    | Coppa Italia                     | ?                | Supercoppa d'Europa                                         | Finale                        |
| 1996-1997 | Novara       | A1         | Campione                    | Coppa Italia                     | Vittoria         | Champions League                                            | Fase a gironi                 |
| 1997-1998 | Novara       | A1         | Campione                    | Coppa Italia                     | Vittoria         | Champions League                                            | Semifinale                    |
| 1998-1999 | Novara       | A1         | Campione                    | Coppa Italia Coppa di Lega       | Vittoria         | Champions League                                            | Semifinale                    |
| 1999-2000 | Novara       | A1         | Campione                    | Coppa Italia Coppa di Lega       | Vittoria         | Champions League                                            | Semifinale                    |
| 2000-2001 | Novara       | A1         | Campione                    | Coppa Italia Coppa di Lega       | Vittoria         | Champions League                                            | Fase a gironi                 |
| 2001-2002 | Novara       | A1         | Campione                    | Coppa Italia Coppa di Lega       | Vittoria GIR     | Champions League                                            | Fase a gironi                 |
| 2002-2003 | Bassano      | A1         | 2º - Finale play-off        | Coppa Italia                     | Finale           | Champions League Coppa CERS                                 | Fase a gironi Semifinale      |
| 2003-2004 | Bassano      | A1         | Campione                    | Coppa Italia                     | Vittoria         | Champions League Coppa CERS                                 | Ottavi di finale Finale       |
| 2004-2005 | Follonica    | A1         | Campione                    | Coppa Italia                     | Vittoria         | Coppa CERS                                                  | Vittoria                      |
| 2005-2006 | Follonica    | A1         | Campione                    | Coppa Italia Supercoppa italiana | Vittoria         | Champions League Coppa Continentale                         | Vittoria Finale               |
| 2006-2007 | Follonica    | A1         | Campione                    | Coppa Italia Supercoppa italiana | Vittoria         | Champions League Coppa Continentale Coppa Intercontinentale | Fase a gironi Finale Vittoria |
| 2007-2008 | Follonica    | A1         | Campione                    | Coppa Italia Supercoppa italiana | Vittoria Finale  | Eurolega                                                    | Fase a gironi                 |

## Palmarès

### Club

#### Competizioni nazionali
- Campionato italiano: 12

Roller Monza: 1995-1996
Novara: 1996-1997, 1997-1998, 1998-1999, 1999-2000, 2000-2001, 2001-2002
Bassano: 2003-2004
Follonica: 2004-2005, 2005-2006, 2006-2007, 2007-2008
- Coppa Italia: 11

Novara:1996-1997, 1997-1998, 1998-1999, 1999-2000, 2000-2001, 2001-2002
Bassano: 2003-2004
Follonica: 2004-2005, 2005-2006, 2006-2007, 2007-2008
- Coppa di Lega: 3

Novara: 1998-1999, 1999-2000, 2000-2001
- Supercoppa italiana: 2

Follonica: 2005, 2006

#### Competizioni internazionali
- Coppa delle Coppe: 1

Roller Monza: 1994-1995
- Coppa CERS/WSE: 1

Follonica: 2004-2005
- CERH European League: 1

Follonica: 2005-2006
- Coppa Intercontinentale: 1

Follonica: 2007

### Nazionale

#### Competizioni giovanili
- Campionati europei Under-17: 1

Villeneuve 1988
- Campionati europei Under-20: 2

Follonica 1990, Blanes 1991
- Coppa Latina Under-23: 1

Anadia 1990

#### Competizioni maggiori
- Campionato mondiale: 1

Wuppertal 1997